# (31138) 1997 SJ33
(31138) 1997 SJ33 là một tiểu hành tinh vành đai chính. Nó được phát hiện qua chương trình tiểu hành tinh Beijing Schmidt CCD ở trạm Xinglong ở tỉnh Hồ Bắc, Trung Quốc ngày 29 tháng 9 năm 1997.